# Usselby
Usselby – wieś w Anglii, w Lincolnshire, w dystrykcie West Lindsey, w civil parish Osgodby. Leży 25,1 km od Lincoln i 213,3 km od Londynu.
W 1931 roku civil parish liczyła 54 mieszkańców.